# Зачепилівське нафтогазоконденсатне родовище
Зачепилівське нафтогазоконденсатне родовище — належить до Руденківсько-Пролетарського нафтогазоносного району Східного нафтогазоносного регіону України.

## Опис
Розташоване в Полтавській області на відстані 5 км від смт Нові Санжари.
Знаходиться в центральній частині південної прибортової зони Дніпровсько-Донецької западини в межах Зачепилівсько-Левенцівського структурного валу.
Підняття виявлене в 1946 р. і в нижньокам'яновугільних відкладах являє собою прирозломну брахіантикліналь півн.-зах простягання розмірами по ізогіпсі — 1150 м 4,2х0,9 м, амплітуда 170 м. У 1956 р. отримано перший фонтан газу з інт. 1220—1225 м.
Поклади пластові, склепінчасті, тектонічно екрановані, деякі також літологічно обмежені.
Експлуатується з 1957 р. Режим нафтових покладів — газонапірний, водонапірний та розчиненого газу, газоконденсатних — газовий та водонапірний. Запаси початкові видобувні категорій А+В+С1: нафти — 461 тис. т; розчиненого газу — 173 млн. м3; газу — 4121 млн. м3. Вміст сірки у нафті 0,05-0,15 мас.%.